# Siebelsnaaf
Siebelsnaaf ist ein Ortsteil von Marialinden in der Stadt Overath im Rheinisch-Bergischen Kreis in Nordrhein-Westfalen.

## Lage und Beschreibung
Der kleine Ortsteil Siebelsnaaf liegt innerhalb einer Feuchtgrünfläche unterhalb des Heckbergs bei Federath nahe der Grenze zum Rhein-Sieg-Kreis. Im Waldgebiet des Hecks entspringt der weitgehend naturbelassene Naafbach, der durch Siebelsnaaf weiter über Abelsnaaf, Schommelsnaaf und Hentgesnaaf in die Agger fließt. Das Gebiet um das Naafbachtal mit seiner besonderen Pflanzen- und Tierwelt ist Bestandteil von Natura 2000, einem länderübergreifend zusammenhängenden Netz von Öko-Schutzgebieten innerhalb der Europäischen Union.

## Geschichte
Der Bachname Naaf, im 13. Jahrhundert als de Nafe, 1555 als die Nave genannt, ist ein Flussnamenwort indogermanischer Herkunft, dessen Wurzel im Deutschen nicht nachweisbar ist. Die Bedeutung scheint neutral Fluss zu sein und ist mit griech. nao (= fließe), lat. nato (= schwimme), navis (= Schiff) verwandt. Das Bestimmungswort Siebel leitet sich vermutlich von dem Personennamen Siegbert ab.
Die Topographia Ducatus Montani des Erich Philipp Ploennies, Blatt Amt Steinbach, belegt, dass der Wohnplatz bereits 1715 zwei Hofstellen besaß, die als Siebels Naf beschriftet sind. Carl Friedrich von Wiebeking benennt die Hofschaft auf seiner Charte des Herzogthums Berg 1789 als Siebelsnaf. Aus ihr geht hervor, dass der Ort zu dieser Zeit Teil der Honschaft Oderscheid im Kirchspiel Overath war.
Der Ort ist auf der Topographischen Aufnahme der Rheinlande von 1825 als Siebels-Naaf verzeichnet. Die Preußische Uraufnahme von 1845 zeigt den Wohnplatz unter dem Namen Siebelsnaf. Ab der Preußischen Neuaufnahme von 1892 ist der Ort auf Messtischblättern regelmäßig als Siebelsnaaf verzeichnet.
1822 lebten 13 Menschen im als Hof kategorisierten und als Sibelsnafen bezeichnete Ort, der nach dem Zusammenbruch der napoleonischen Administration und deren Ablösung zur Bürgermeisterei Overath im Kreis Mülheim am Rhein gehörte. Für das Jahr 1830 werden für den als Hof und als Sibelsnafen bezeichneten Ort 16 Einwohner angegeben. Der 1845 laut der Uebersicht des Regierungs-Bezirks Cöln als Siebelsnaf bezeichnete und als Hof kategorisierte Ort besaß zu dieser Zeit 3 Wohngebäude mit 14 Einwohnern, alle katholischen Bekenntnisses. Die Gemeinde- und Gutbezirksstatistik der Rheinprovinz führt Siebelsnaaf 1871 mit drei Wohnhäusern und 15 Einwohnern auf. Im Gemeindelexikon für die Provinz Rheinland von 1888 werden für Siebelsnaaf 4 Wohnhäuser mit 15 Einwohnern angegeben. 1895 besitzt der Ort zwei Wohnhäuser mit 16 Einwohnern und gehörte konfessionell zum katholischen Kirchspiel Marialinden, 1905 werden drei Wohnhäuser und 18 Einwohner angegeben.